# Артуро Боніфорті
Артуро Боніфорті (італ. Arturo Boniforti, 6 січня 1912, Саронно — 22 вересня 1943, Саронно) — італійський футболіст, що грав на позиції опорного півзахисника за низку італійських клубних команд. 

## Ігрова кар'єра
Народився 6 січня 1912 року в місті Саронно. Вихованець футбольної школи місцевого однойменного клубу. Дорослу футбольну кар'єру розпочав 1932 року в його основній команді, в якій провів два сезони. 
Своєю грою за цю команду привернув увагу представників тренерського штабу клубу друголігової «Фоджі», до складу якої приєднався 1934 року. Відіграв за команду із Фоджі наступні два сезони своєї ігрової кар'єри.
1936 року уклав контракт із клубом СПАЛ, у складі якого провів наступні чотири роки своєї кар'єри гравця (включає один сезон після перейменування команди на «Феррару»). Здебільшого виходив на поле в основному складі команди.
1940 року був запрошений до вищолігової «Болоньї», де мав стати заміною травмованого Мікеле Андреоло. Встиг провести 10 ігор протягом сезону 1940/41, свого єдиного на рівні елітного дивізіону, що завершився перемогою «Болоньї» у чемпіонаті Італії.
1941 року перейшов до клубу «Про Патрія», за який відіграв заключні два сезони своєї кар'єри, взявши участь у 66 матчах  Серії B.
Помер 22 вересня 1943 року на 32-му році життя у місті Саронно.

## Титули і досягнення
- Чемпіон Італії (1):

«Болонья»: 1940-1941